# Бетонный канал

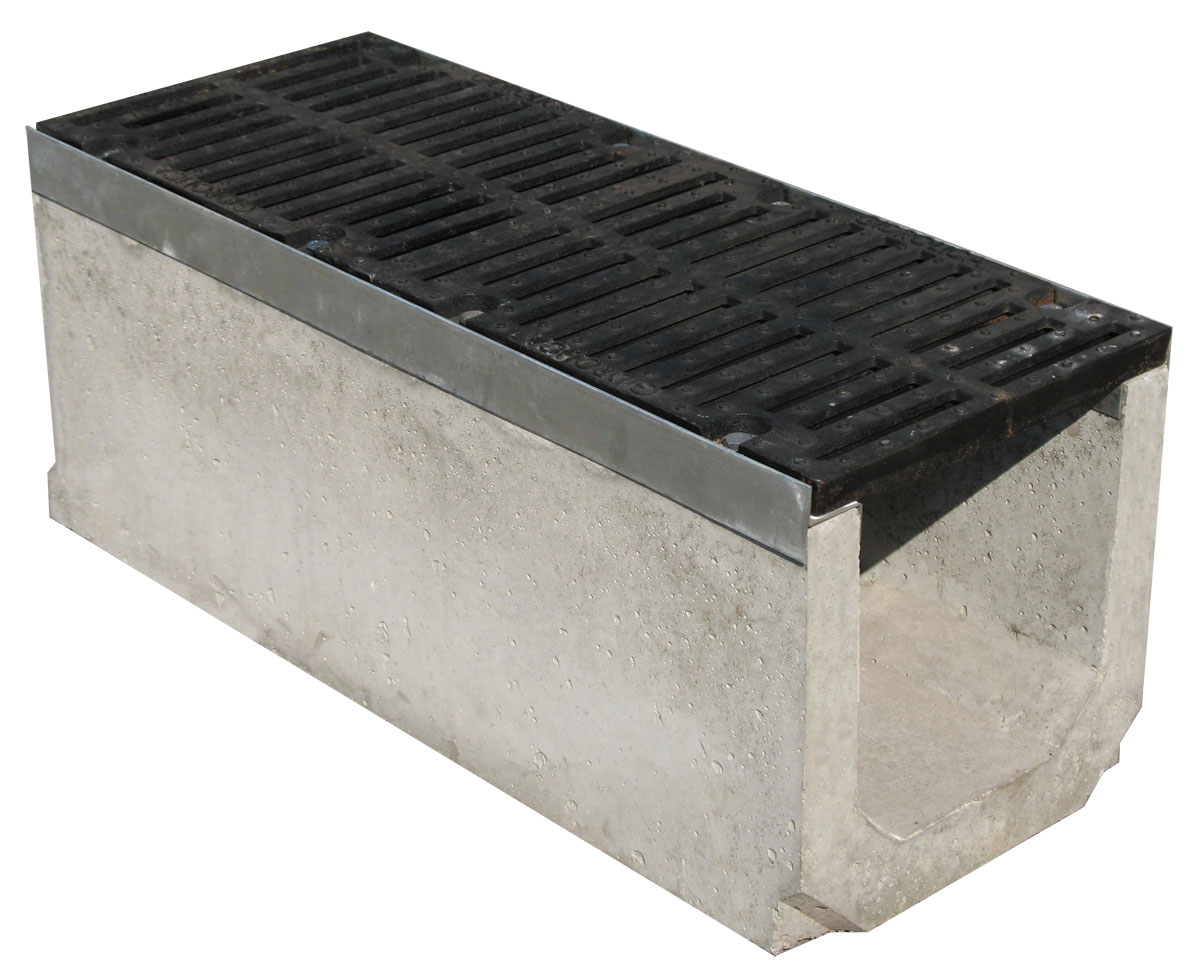

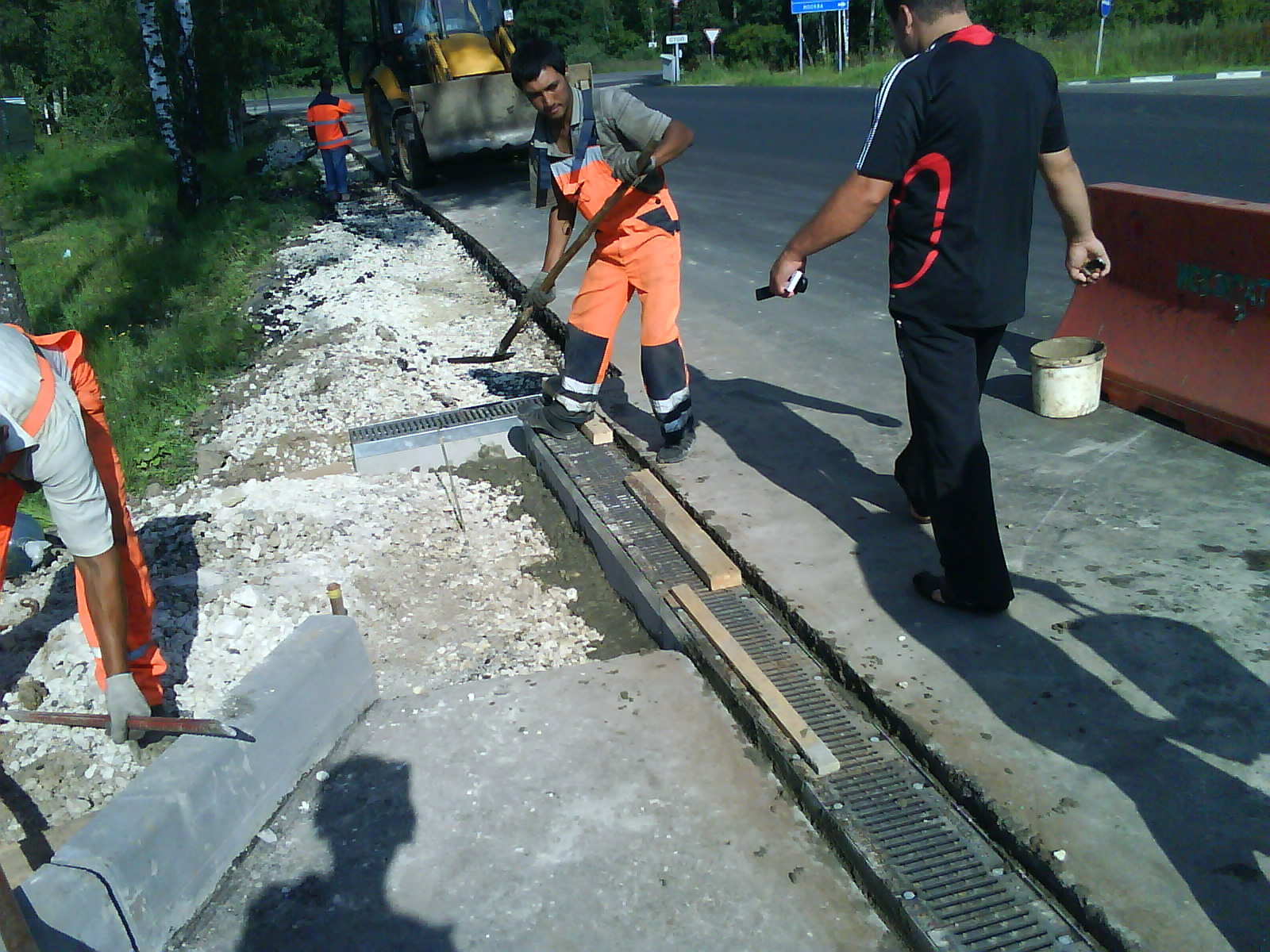

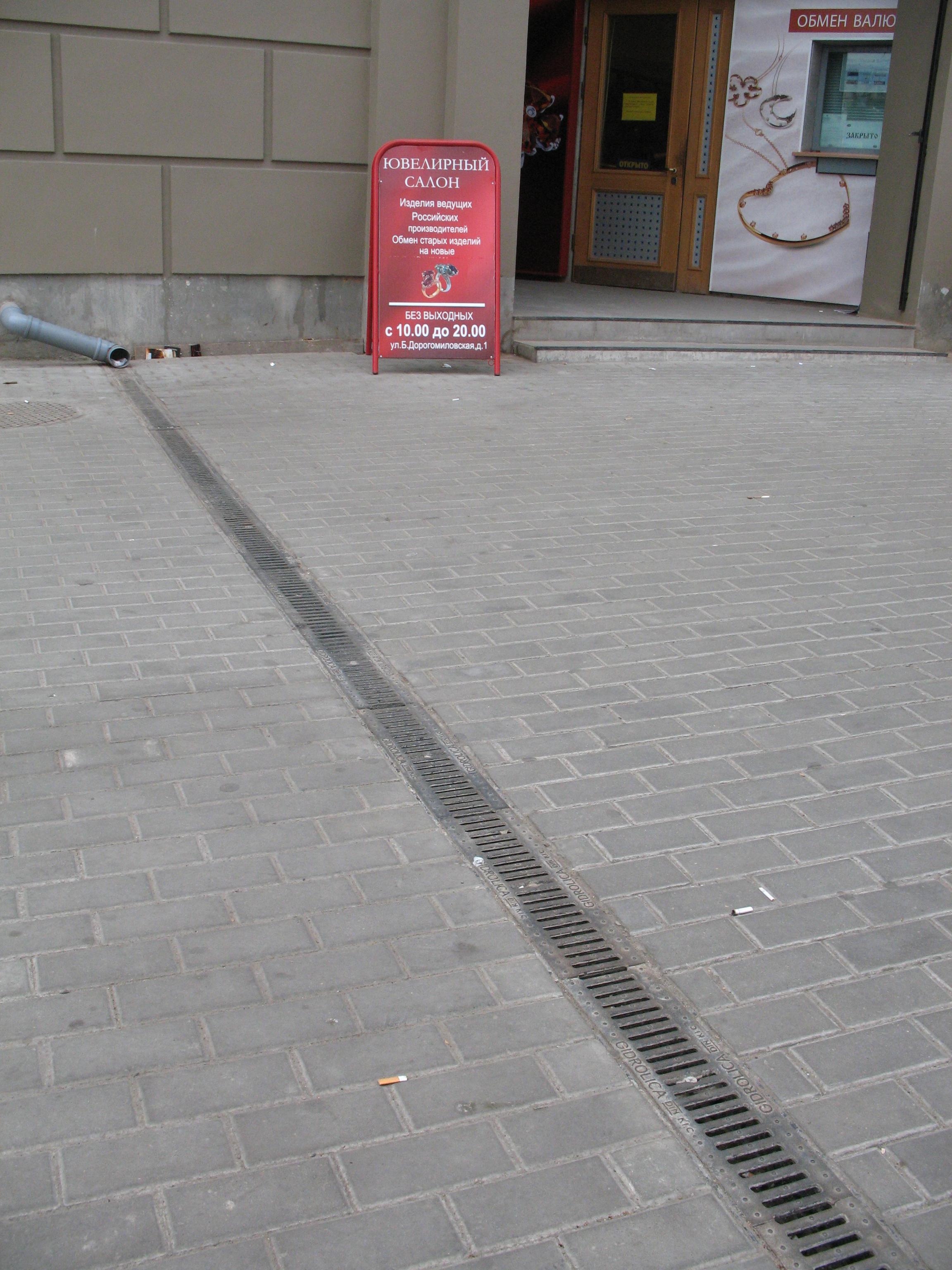

Бетонные каналы (также известны как бетонные желоба или бетонные лотки) — основа системы поверхностного (линейного) водоотвода. Широко применяются для отвода дождевых и талых вод в местах с самым различным уровнем нагрузки — как на тротуарах, автомобильных дорогах и газонах садовых участков, так и на территории аэропортов или грузовых терминалов. В зависимости от предполагаемой нагрузки и потенциального объёма сточных вод, могут иметь разную глубину посадки, и, при необходимости, оснащаться стальными насадками для повышения прочности. Укладываются вровень с поверхностью и сверху, как правило, закрываются чугунной или стальной решёткой.
Бетонные каналы сочетают в себе прочность, надёжность, устойчивость к погодным условиям и агрессивным средам, простоту изготовления и способность выдерживать сильные динамические и статические нагрузки, что особенно важно для мест с повышенной проходимостью грузового транспорта.
Бетонные глубинные и поверхностные лотки поставляются в комплекте с насадками, решётками, сифонами, заглушками и другими элементами. Усиленные насадки для бетонных лотков необходимы, если они монтируются в местах с высокой нагрузкой на поверхность дороги — терминалах, паркингах, заправочных станциях, аэропортах, торговых центрах и складских помещениях. Применяются также для различных видов градостроения.
Бетонные каналы различаются по способу изготовления и классу допустимых нагрузок.

## Методы изготовления

### Вибролитье
Вибролитье — это уплотнение бетонной смеси в форме на вибростоле (поверхность стола непрерывно вибрирует). После того как бетонная смесь утрамбовалась, форму снимают со стола и оставляют в теплом месте до получения готового продукта. Данный метод был основным до середины 90-х годов.
Преимущества — относительно быстрое изготовление (технологический цикл занимает от 12 до 48 часов), невысокие затраты на оборудование, а также отсутствие потребности в квалифицированном персонале.
Среди недостатков — подверженность влиянию влажности, температуры и действию химически активных материалов.

### Вибропрессование
Вибропрессование — усовершенствованный метод, который позволяет избежать основных недостатков вибролитья. Жесткая (или особо жесткая) бетонная смесь укладывается в пресс-форму (матрицу), которой передаётся вибрация одним из трёх основных способов. Вибрация может передаваться от вибростола, от виброблоков закреплённых на матрице и от виброузла закреплённого на пуансоне. Пуансон (форма обратная матрице, точно входящая в неё) также вибрирует и давит сверху до полного уплотнения смеси. После этого матрица поднимается, а пуансон остаётся на месте придерживая изделие и на поддоне остаётся готовое изделие. Формование бетона под прессом позволяет обойтись минимальным количеством воды в бетоне и удалить мельчайшие пузырьки воздуха, которые образуют пустоты в изделии. Если пористые бетонные каналы поглощают влагу и со временем разрушаются от перепада температур, то бетонные каналы, изготовленные методом вибропрессования, не имеют в своей толще пустот, и влаге просто некуда впитываться. Чтобы улучшить переносимость бетона к различным механическим нагрузкам, в смесь добавляются различные вещества — армирующая смесь и полипропиленовые волокна. Благодаря этому у бетонных конструкций увеличивается прочность и срок эксплуатации. Это даёт преимущества перед бетонными стоками, сделанными по другой технологии. Вибропрессование на сегодня — основной метод изготовления бетонных каналов.

### Фибровое армирование
Фибровое армирование упрочняет материал и придаёт эластичность, не свойственную обычному бетону. Армирующие волокна по своей природе способны воспринимать большие напряжения, чем простая бетонная матрица. Для армирования используются как синтетические, так и стальные волокна. Иногда находят применение такие материалы как базальт, углерод и другие. Наибольшая прочность достигается при удачном сочетании компонентов, основным из которых является фибра — стальная или синтетическая. Важнейшие характеристики фибробетона — высокая прочность на растяжение и ударная прочность (вязкость разрушения).

## Монтаж бетонных лотков
Во время монтажа бетонные лотки устанавливаются под небольшим уклоном, что позволяет максимально отвести жидкие атмосферные осадки. Водоотводные элементы не загрязняются на поверхности, поэтому скопление частиц мусора и комков грязи исключено. При выборе определённой модели бетонных лотков учитывается климатический пояс региона, возможный объём осадков для отвода и место применения конструкций. Самый главный критерий бетонных каналов — водопропускные качества изделия.
Бетонные лотки разделяются на несколько типов. Они могут быть различной модели и конфигурации. Широкий ассортимент позволяет клиенту подобрать необходимый вариант для своего объекта.
Бетонные лотки небольшого размера используются в жилищном строительстве. Часто применяются для гаражей, балконов и эксплуатируемой кровли. Мелкосидящие желоба можно закреплять с помощью защёлок, которые будут предотвращать шум автомобилей и смещение самого лотка.
Использование лотков в частном доме помогает избавиться владельцу от различных проблем, связанных с затопляемостью территории во время сезона дождей. Перед установкой бетонных водоотводовов, необходима консультация специалиста.

## Классы нагрузок
- A15 — Пешеходные зоны, тротуары, велосипедные дорожки, скверы, благоустройство дворов, индивидуальная застройка.
- B125 — Индивидуальная застройка, частные гаражи, сады и парки, искусственный ландшафт, парковки легковых автомобилей.
- C250 — Пешеходные зоны, обочины дорог, стоянки автомобилей, гаражи, предприятия автосервиса, благоустройство территорий.
- D400 — АЗС, автомойки, промышленные зоны, транспортные терминалы, автодороги и автопредприятия.
- E600 — Автомагистрали, промышленные предприятия, причалы, АЗС, транспортные терминалы и склады.
- F900 — Аэропорты, промышленные зоны, транспортные терминалы, объекты с особо тяжелыми нагрузками на дорожное покрытие.

## Нормативно-технические документы, стандарты
- ГОСТ 13015-2012 «Изделия железобетонные и бетонные для строительства. Общие технические требования. Правила приемки, маркировки, транспортирования и хранения»